# Ларсен, Карл Отто Лауриц
Карл О́тто Ла́уриц Ла́рсен (дат. Carl Otto Laurits Larsen; 3 июня 1886, Дания — 4 декабря 1962, Дания) — датский гимнаст, серебряный призёр летних Олимпийских игр 1912 года в командном первенстве по шведской системе.